# Ptilomacra antiqua
Ptilomacra antiqua är en fjärilsart som beskrevs av Walker 1869. Ptilomacra antiqua ingår i släktet Ptilomacra och familjen träfjärilar. Inga underarter finns listade i Catalogue of Life.